# 速報!!記者会見
速報!!記者会見（そくほう!!きしゃかいけん）は、朝日ニュースターで放送されていた記者会見を放送する番組である。

## 概要
- 内容は、平日午後に行われる官房長官などを定例会見を放送している[1]。
- ただし、場合によっては日本経団連などの経済団体の主要な代表や、企業の経営者などの会見なども放送する場合がある。ニュース番組では伝えきれない大物官僚や企業経営者の本音や注目発言がノーカットで紹介される。
- 画面下には「朝日新聞ニュース」のロールテロップ字幕が流される。
- 2012年3月、朝日ニュースターの運営業務が衛星チャンネル（朝日新聞社の子会社）からテレビ朝日に譲渡され、その際に放送終了となった。

## 進行
- 渡邊哲夫
- 吉村成一郎
- 小池文美
- 日々野真理ら

## 放送時間
- 本放送…月曜～金曜の18:00～19:00
- 再放送…月曜の22:00～22:55、水曜と木曜の2:00～3:00、火曜～金曜の5:00～6:00、土曜の7:00～8:00

## その他
- 番組名に｢速報」と付されているが、本放送の時間(大方18時)から行われる内閣総理大臣(外国首脳との共同会見も含む)の記者会見は、放送されない。[2]